# Ezequiel Unsain
Ezequiel Unsain (Villa Alcaraz, Entre Ríos, Argentina; 9 de marzo de 1995) es un futbolista profesional argentino que juega como arquero y su actual equipo es el Club Necaxa de la Primera División de México.

## Trayectoria
En juveniles jugó en el Unión Alcaraz, equipo de la Liga de Fútbol de Paraná Campaña de la provincia de Entre Ríos. 
Debutó en el primer equipo de Newells Old Boys el 16 de agosto de 2015 bajo la dirección técnica de Lucas Bernardi, y ganándole el puesto a Oscar Ustari. Aquel debut fue frente a Temperley con un empate 0 a 0.
El 20 de febrero de 2016 atajando para Newell's, por la cuarta fecha del torneo local recibió un rodillazo de Carlos Tévez en el rostro  y sufrió una doble fractura de maxilar inferior. Tras doce meses de recuperación y puesta en ritmo, el 19 de febrero de 2017 volvió a la titularidad en el arco de Newell's en un partido amistoso frente a Colón. Dos días más tarde fue transferido a Defensa y Justicia.
En el Halcón de Varela fue campeón de la Copa Sudamericana 2020, siendo el primer título oficial e internacional del club, luego logró ganar la Recopa Sudamericana 2021, siendo clave en la definición por penales ante el Palmeiras, atajando un penal en la vuelta de la final en el tiempo suplementario.
En el mercado de pases de mitad de año de 2023, se marcha al Club Necaxa, donde hasta ahora tuvo un paso discreto al en el Torneo Apertura 2023 finalizar en la última posición.

## Selección Argentina

### Selección sub-20
Ezequiel Unsain formó parte del seleccionado convocado por Humberto Grondona para disputar el torneo L'Alcudia 2014.

### Selección sub-23
Fue convocado para integrar el seleccionado nacional en carácter de reserva para los Juegos Olímpicos de Río de Janeiro 2016.

## Estadísticas

### Clubes
Actualizado hasta su último partido disputado el 31 de julio de 2025.
| Club                         | Div.          | Temporada     | Liga  | Liga  | Liga  | Copas nacionales | Copas nacionales | Copas nacionales | Torneos internacionales | Torneos internacionales | Torneos internacionales | Total | Total | Total |
| Club                         | Div.          | Temporada     | Part. | G. R. | V. I. | Part.            | G. R.            | V. I.            | Part.                   | G. R.                   | V. I.                   | Part. | G. R. | V. I. |
| ---------------------------- | ------------- | ------------- | ----- | ----- | ----- | ---------------- | ---------------- | ---------------- | ----------------------- | ----------------------- | ----------------------- | ----- | ----- | ----- |
| Newell's Old Boys Argentina  | 1.ª           | 2015          | 12    | 11    | 6     | —                | —                | —                | —                       | —                       | —                       | 12    | 11    | 6     |
| Newell's Old Boys Argentina  | 1.ª           | 2016          | 4     | 7     | 1     | —                | —                | —                | —                       | —                       | —                       | 4     | 7     | 1     |
| Newell's Old Boys Argentina  | Total club    | Total club    | 16    | 18    | 7     | 0                | 0                | 0                | 0                       | 0                       | 0                       | 16    | 18    | 7     |
| Defensa y Justicia Argentina | 1.ª           | 2016-17       | —     | —     | —     | 1                | 0                | 1                | —                       | —                       | —                       | 1     | 0     | 1     |
| Defensa y Justicia Argentina | 1.ª           | 2017-18       | 15    | 15    | 5     | 1                | 0                | 1                | 2                       | 1                       | 1                       | 18    | 16    | 7     |
| Defensa y Justicia Argentina | 1.ª           | 2018-19       | 25    | 18    | 11    | 4                | 3                | 2                | 8                       | 8                       | 3                       | 37    | 29    | 16    |
| Defensa y Justicia Argentina | 1.ª           | 2019-20       | 23    | 18    | 9     | 2                | 2                | 0                | —                       | —                       | —                       | 25    | 20    | 9     |
| Defensa y Justicia Argentina | 1.ª           | 2020-21       | —     | —     | —     | 7                | 7                | 4                | 15                      | 17                      | 5                       | 22    | 24    | 9     |
| Defensa y Justicia Argentina | 1.ª           | 2021          | 25    | 24    | 10    | 12               | 16               | 2                | 10                      | 16                      | 1                       | 47    | 56    | 13    |
| Defensa y Justicia Argentina | 1.ª           | 2022          | 27    | 27    | 7     | 18               | 26               | 3                | 5                       | 9                       | 0                       | 50    | 62    | 10    |
| Defensa y Justicia Argentina | 1.ª           | 2023          | 21    | 16    | 12    | 1                | 2                | 0                | 6                       | 8                       | 1                       | 28    | 26    | 13    |
| Defensa y Justicia Argentina | Total club    | Total club    | 136   | 118   | 54    | 46               | 56               | 13               | 46                      | 59                      | 11                      | 228   | 233   | 78    |
| Club Necaxa · México         | 1.ª           | 2023-24       | 27    | 44    | 6     | —                | —                | —                | —                       | —                       | —                       | 27    | 44    | 6     |
| Club Necaxa · México         | 1.ª           | 2024-25       | 36    | 57    | 10    | —                | —                | —                | 3                       | 7                       | 0                       | 39    | 64    | 10    |
| Club Necaxa · México         | 1.ª           | 2025-26       | 3     | 5     | 0     | —                | —                | —                | 1                       | 1                       | 0                       | 4     | 6     | 0     |
| Club Necaxa · México         | Total club    | Total club    | 66    | 106   | 16    | 0                | 0                | 0                | 4                       | 8                       | 0                       | 70    | 114   | 16    |
| Total carrera                | Total carrera | Total carrera | 218   | 242   | 77    | 46               | 56               | 13               | 50                      | 67                      | 11                      | 314   | 365   | 101   |
| 1. 2. 3.                     |               |               |       |       |       |                  |                  |                  |                         |                         |                         |       |       |       |

## Palmarés

### Campeonatos internacionales
| Título              | Club               | Sede     | Año  |
| ------------------- | ------------------ | -------- | ---- |
| Copa Sudamericana   | Defensa y Justicia | Córdoba  | 2020 |
| Recopa Sudamericana | Defensa y Justicia | Brasilia | 2021 |

### Distinciones individuales
| Distinción                                     | Año  |
| ---------------------------------------------- | ---- |
| Parte del Equipo Ideal de la Copa Sudamericana | 2020 |